# Thomas Williams
Thomas Washington Williams (født 25. december 1984 i Vacaville, Californien, USA) er en amerikansk footballspiller (linebacker), der pt. er free agent. Han har tidligere spillet en årrække i NFL, hvor han blandt andet har repræsenteret New England Patriots og Carolina Panthers.

## Klubber
- Jacksonville Jaguars (2008)
- New England Patriots (2009)
- Buffalo Bills (2010)
- Carolina Panthers (2010–2011)
- Tampa Bay Buccaneers (2012)